# Otto Lummer
Otto Lummer (Gera, 17 luglio 1860 – Breslavia, 5 luglio 1925) è stato un fisico tedesco.

## Biografia
Dopo gli studi a Tubinga e a Berlino, nel 1884 Otto Lummer divenne assistente di Hermann von Helmholtz all'Istituto di fisica di Berlino, per poi trasferirsi al neonato Physikalisch-Technische Bundesanstalt svolgendo la stessa mansione. Nel 1905 divenne professore all'Università di Breslavia.
Il suo lavoro di ricerca è incentrato sull'ottica. Le sue prime ricerche vertono sullo studio di un nuovo tipo di curve di interferenza, conseguentemente al quale progettò uno spettroscopio ad interferenza (placca Lummer-Gercke). Contribuì alla definizione di un'unità standard della luce. Il fotometro da lui progettato soppiantò definitivamente quello di Robert Wilhelm Bunsen, di gran lunga più noto. Questo strumento, costruito assieme a Eugen Brodhum, faceva uso di un arrangiamento di prismi, invece che della macchia di olio del fotometro di Bunsen.
Insieme a Wilhelm Wien realizzò un radiatore a corpo nero, che era stato concepito come un'astrazione teorica nello studio del calore radiante. Con Ernst Pringsheim lavorò ulteriormente alla distribuzione dell'energia nella radiazione del corpo nero, uno studio da cui conseguì la formulazione della teoria quantistica di Max Planck.
Nel 1892 Lummer costruì una lampada a vapori di mercurio con Leon Arons. Si avvalse dei metodi della pirometria ottica per studiare la temperatura delle sorgenti luminose. Nel 1914, in un arco a pressione aumentata, Lummer ottenne una temperatura superiore a quella solare e a quella di fusione del carbone.
Gran parte dei suoi studi vennero pubblicati nei Wiedemann's Annalen e nel Zeitschrift für Instrumentenkunde. Insieme a Heinrich Kayser riscrisse l'intera sezione di fisica del Lebruch der Physik und Meteorologie, edita da Mueller-Pouillett.

## Opere
- (DE) Ueber eine nene Inferenz-Erscheinung an planparallelen Glaspatten und elne Methode die Planparellitat solcher Glaser zu prufen
- (DE) Ueber eine neue Inferenzerschelnung
- (DE) Ueber die Theorie und Gestalt neuheobachteter Inferenzeurven